# Время во Франции
Метрополия Франции использует центральноевропейское время (heure d’Europe centrale, UTC+01:00) в качестве стандартного времени и соблюдает центральноевропейское летнее время (heure d'été d’Europe centrale, UTC+02:00) с последнего воскресенья марта до последнего воскресенья октября. Имея свои заморские территории, Франция использует 12 различных часовых поясов (13, включая Антарктиду), больше, чем любая другая страна в мире.

## Часовые пояса
Во всех частях Заморской Франции используются часовые пояса, отличные от часовых поясов метрополии Франции
.
| Территория                               | Территория                             | Стандартное время | Летнее время |
| ---------------------------------------- | -------------------------------------- | ----------------- | ------------ |
| Французская полинезия                    | Общество, Туамоту и Южные острова      | UTC−10:00         | UTC−10:00    |
| Французская полинезия                    | Маркизские острова                     | UTC−09:30         | UTC−09:30    |
| Французская полинезия                    | Острова Гамбье                         | UTC−09:00         | UTC−09:00    |
| Остров Клиппертон                        | Остров Клиппертон                      | UTC−08:00         | UTC−08:00    |
| Гваделупа                                | Гваделупа                              | UTC−04:00         | UTC−04:00    |
| Мартиника                                |                                        | UTC−04:00         | UTC−04:00    |
| Сен-Бартелеми                            |                                        | UTC−04:00         | UTC−04:00    |
| Сен-Мартен                               |                                        | UTC−04:00         | UTC−04:00    |
| Французская Гвиана                       | Французская Гвиана                     | UTC−03:00         | UTC−03:00    |
| Сен-Пьер и Микелон                       | Сен-Пьер и Микелон                     | UTC−03:00         | UTC−02:00    |
| Метрополия Франции                       | Метрополия Франции                     | UTC+01:00         | UTC+02:00    |
| Майотта                                  | Майотта                                | UTC+03:00         | UTC+03:00    |
| Реюньон                                  | Реюньон                                | UTC+04:00         | UTC+04:00    |
| Французские Южные и Антарктические земли | Острова Эпарс                          | UTC+03:00         | UTC+03:00    |
| Французские Южные и Антарктические земли | Острова Крозе                          | UTC+04:00         | UTC+04:00    |
| Французские Южные и Антарктические земли | Острова Кергелен, Сент-Пол и Амстердам | UTC+05:00         | UTC+05:00    |
| Французские Южные и Антарктические земли | Земля Адели                            | UTC+10:00         | UTC+10:00    |
| Новая Каледония                          | Новая Каледония                        | UTC+11:00         | UTC+11:00    |
| Уоллис и Футуна                          | Уоллис и Футуна                        | UTC+12:00         | UTC+12:00    |

## Летнее время
Метрополия Франции следует летнему расписанию в Европе. Летнее время начинается в последнее воскресенье марта в 01:00 UTC, когда местное время меняется с 02:00 (UTC+01:00) на 03:00 (UTC+02:00), и заканчивается в последнее воскресенье октября в 01:00 UTC, когда местное время меняется с 03:00 (UTC+02:00) на 02:00 (UTC+01:00

## История
До 1891 года в каждом городе Франции было своё собственное время, основанное на местном солнечном времени. В 1891 году, чтобы избежать сложностей с железнодорожным расписанием, время было унифицировано в метрополии Франции и основано на солнечном времени Парижа. В частности, железнодорожные компании использовали единое время, которое отставало от парижского солнечного времени на 5 минут, в пользу непунктуальных путешественников. В 1911 году метрополия Франции приняла GMT+0 (солнечное время по Гринвичу) в качестве официального времени и использовала его до 1940 года (с GMT+1, используемым летом с 1916 по 1940 год).
Летом 1940 года немецкие военные власти перевели оккупированную северную часть метрополии на GMT+2 (немецкое летнее время), в то время как неоккупированная южная часть метрополии осталась на GMT+1 (французское летнее время). Зимой 1940—1941 годов власти режима Виши сохраняли GMT+1 (французское летнее время), а в мае 1941 года перешли на GMT+2 (двойное летнее время, которое совпадало с немецким летним временем), чтобы унифицировать железнодорожные расписания между оккупированной и неоккупированной Францией. Таким образом, в 1942, 1943 и 1944 годах вся метрополия Франции использовала GMT+2 летом и GMT+1 зимой.
При освобождении Франции летом 1944 года метрополия Франции придерживалась GMT+2, так как это было время, которое тогда использовалось союзниками (британское двойное летнее время). Зимой 1944—1945 годов метрополия Франции перешла на GMT+1, как и в Великобритании, а в апреле 1945 года снова перешла на GMT+2. В сентябре 1945 года метрополия Франции вернулась к GMT+1 (довоенное летнее время), что британцы уже сделали в июле 1945 года. 18 ноября 1945 года Франция должна была официально вернуться к GMT+0 (британцы вернулись к GMT+0 7 октября 1945 года), но французское правительство отменило это решение 5 ноября 1945 года, и с тех пор GMT+1 остается официальным временем метрополии..
В 1976 году летнее время было вновь введено в метрополии Франции впервые со времён Второй мировой войны из-за нефтяного кризиса, а с 1976 года метрополия, таким образом, находится в GMT+1 (сейчас UTC+01:00) зимой и GMT+2 (теперь UTC+02:00) летом. В 1996 году переход на летнее время был гармонизирован по всему Европейскому Союзу Директивой 2000/84/EC, которая перенесла окончание летнего времени на последнее воскресенье октября.
Предложение об отмене этой директивы и требовании к государствам-членам соблюдать свой собственный выбор времени круглый год с 2021 года проходит законодательный процесс по состоянию на март 2019 года. Необязательные общественные консультации показали, что примерно 59 % респондентов предпочли бы, чтобы Франция применяла круглогодичное летнее время (UTC+02:00), при этом 37 % высказались за круглогодичное зимнее время (UTC+01:00) и 4 % не выразили предпочтения.
Поскольку GMT (теперь UTC) является «естественным» часовым поясом метрополии Франции, использование UTC+01:00 зимой можно рассматривать как форму перехода на летнее время зимой, в то время как центральноевропейское летнее время (UTC+02:00) можно рассматривать как форму «двойного летнего времени»"